# سردورک (استان کیوستندیل)
سردورک (به بلغاری: Sredorek) یک منطقهٔ مسکونی در بلغارستان است که در شهرستان ترکلیانو واقع شده‌است.